# Christian Brüls
Christian Brüls (Malmedy, 30 settembre 1988) è un calciatore belga,  centrocampista dell'SK Beveren.

## Carriera
Ha giocato nella massima serie dei campionati belga e francese.

## Palmarès

### Club

#### Competizioni nazionali
- Coppa del Belgio: 1

Standard Liegi: 2015-2016